# Empidadelpha
Empidadelpha är ett släkte av tvåvingar. Empidadelpha ingår i familjen dansflugor.
Kladogram enligt Catalogue of Life:
| Empidadelpha | \| \| Empidadelpha propria \| \| \| \| \| \| Empidadelpha sobrina \| \| \| \| \| \| Empidadelpha torrentalis \| \| \| \| |
|              | \| \| Empidadelpha propria \| \| \| \| \| \| Empidadelpha sobrina \| \| \| \| \| \| Empidadelpha torrentalis \| \| \| \| |
|              | Empidadelpha propria |
|              | |
|              | Empidadelpha sobrina |
|              | |
|              | Empidadelpha torrentalis                                                                                                 |
|              | |